# Koshigaya
Koshigaya (jap. 越谷市 Koshigaya-shi) – miasto w Japonii, na wyspie Honsiu, w prefekturze Saitama. Ma powierzchnię 60,24 km². W 2020 r. mieszkało w nim 341 765 osób, w 142 215 gospodarstwach domowych  (w 2010 r. 326 423 osoby, w 128 425 gospodarstwach domowych).
W mieście rozwinął się przemysł papierniczy, spożywczy, skórzany, chemiczny oraz maszynowy.